# Galeodes turkestanus
Galeodes turkestanus är en spindeldjursart som beskrevs av Kraepelin 1899. Galeodes turkestanus ingår i släktet Galeodes och familjen Galeodidae. Inga underarter finns listade i Catalogue of Life.